# Мисс Интернешнл 1997

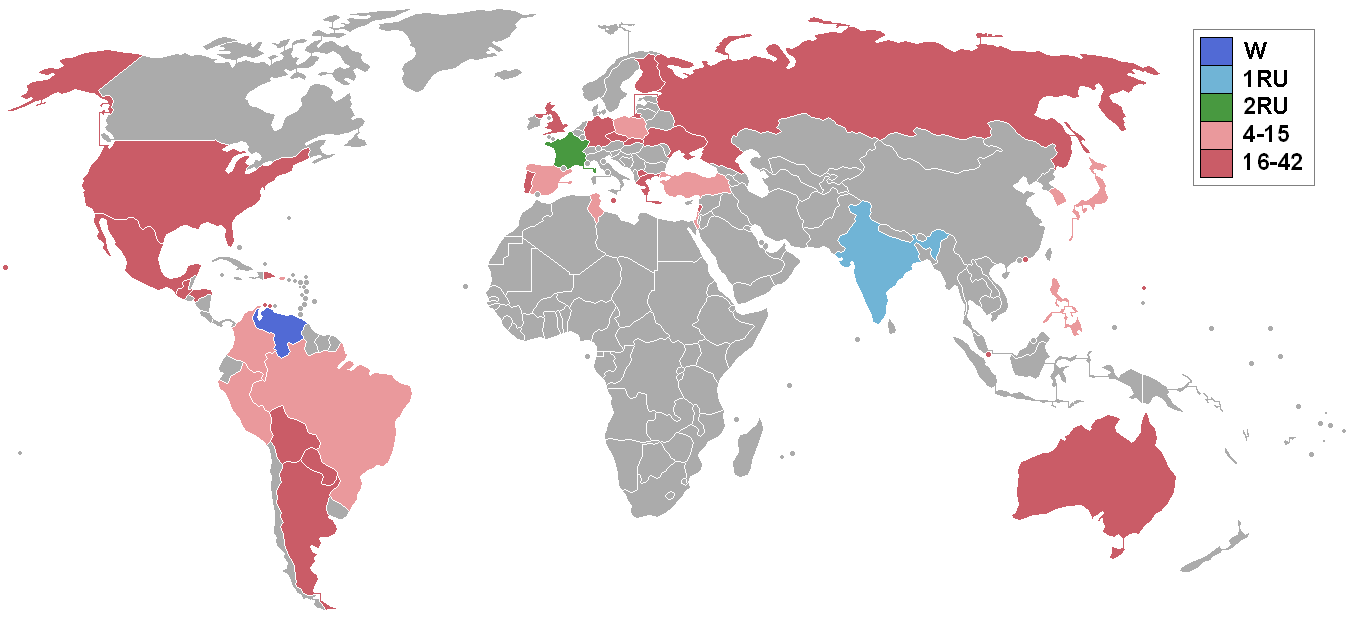
Страны-участницы Мисс Интернешнл

Мисс Интернешнл 1997 (англ. Miss International 1997) — 37-й международный конкурс красоты Мисс Интернешнл, проведённый 13 октября 1997 года в Киото (Япония), который выиграла Консуэло Адлер из Венесуэлы.

## Финальные результаты
| Финальные результаты | Участница |
| -------------------- | --- |
| Мисс Интернешнл 1997 | - Венесуэла — Консуэло Адлер |
| 1-я вице-мисс        | - Индия — Дия Абрахам |
| 2-я вице-мисс        | - Франция — Мари Полин Борг |
| Полуфиналистки       | - Бразилия — Валерия Бём - Колумбия — Ингрид Надер - Израиль — Литаль Шапира - Япония — Саюри Сэки - Республика Корея — Ким Лянхи - Перу — Ана Вирхиния Матальяна - Филиппины — Сьюзан Джейн Риттер - Польша — Агнешка Мико - Пуэрто-Рико — Имак Фагундо - Испания — Исабель Хиль Гамбин - Тунис — Хаджер Радхуэне - Турция — Камиле Бурджу |

## Специальные награды
| Награда                    | Участницы                    |
| -------------------------- | ---------------------------- |
| Лучший Национальный костюм | - Бразилия — Валерия Бём     |
| Мисс Дружба                | - Турция — Камиле Бурджу     |
| Мисс Фотогеничность        | - Венесуэла — Консуэло Адлер |

## Участницы
| - Аргентина — Надия Химена Серри - Аруба — Луизетте Мариэла Влиндер - Австралия — Надин Тереза Беннетт - Боливия — Фабиана Ниева Касо - Бразилия — Валерия Кристина Бём - Великобритания — Рэйчел Лиза Уорнер (Europe 95, World 96) - Колумбия — Ингрид Катрин Надер Хаупт - Кюрасао — Джадира Сулейка Бислик - Чехия — Габриэла Юстинова - Доминиканская Республика — Эльса Мария Пенья Родригес - Финляндия — Мария Ханнелн Хиетанен - Франция — Мари Полин Борг - Германия — Мануэла Брер - Греция — Ванесса Ставру - Гватемала — Гленда Ирасема Сифуэнтес Руис (World 98) - Гавайи — Кристина Пэй Чжунг Линь - Гондурас — Дженнифер Элизабет Парсон Кэмпбелл - Гонконг — Шармин Шэ - Индия — Дия Абрахам - Израиль — Литаль Пнина Шапира - Япония — Саюри Сэки | - Республика Корея — Ким Лянхи - Ливан — Нисрин Сами Наср (World 95) - Макао — Андрияна Акоска - Мальта — Рамона Бонничи - Мексика — Марисоль Алонсо Гонсалес - Северные Марианские Острова — Мария Тереса Фалалимпа Акоста - Парагвай — Марта Грасиела Мальдонадо - Перу — Ана Вирхиния Матальяна Ильич - Филиппины — Сьюзан Джейн Хуан Риттер - Польша — Агнешка Беата Мыко - Португалия — Лара Катя Фонсека - Пуэрто-Рико — Имак Фарра Фагундо Сото - Россия — Виктория Владимировна Малоиван - Сингапур — Джоуи Чинь Чинь Чань - Словакия — Моника Кокулова - Испания — Исабель Хиль Гамбин - Тунис — Хайер Радуене - Турция — Камиле Бурджу Эсмерсой - Украина — Юлия Владимировна Жаркова - США — Таня Лоррэйн Миллер - Венесуэла — Консуэло Адлер |

## Не участвовали
- Панама — Норма Элида Перес Родригес